# AEC (autobus- en vrachtwagenmerk)
AEC (Associated Equipment Company Ltd.), gevestigd in het Londense stadsdeel Southall, is in Groot-Brittannië een bekend merk geweest dat zich hoofdzakelijk richtte op bussen en na de Tweede Wereldoorlog op zware bedrijfsvoertuigen in het algemeen. In die periode is ook de naam AEC ingevoerd.

## Geschiedenis
In 1909 is het latere AEC opgericht als het onderhoudsbedrijf van het Londense busbedrijf London General Omnibus Company. Tot ongeveer 1947 stond het bekend onder de naam General Maintenance. Het Londense busbedrijf had al veertig jaar zoveel ervaring met autobussen, dat men ze al sinds de Eerste Wereldoorlog zelf bouwde. Deze bussen hadden de merknaam General.
Omdat na de Tweede Wereldoorlog de wereld wat kleiner was geworden en London Buses geen naamsverwarring wenste met de voertuigproducent General Motors, besloot men een volgende stap te doen. Men richtte de Associated Equipment Company op, AEC, die ook bedrijfsvoertuigen begon te construeren. Diverse vrachtwagenmerken werden ingelijfd, zoals in 1948 Maudslay en in 1951 Crossley. Laatstgenoemd bedrijf had in de late jaren veertig 250 trekkers voor opleggerbussen en 925 streekbussen aan de Nederlandse Spoorwegen en haar dochterondernemingen geleverd. In 1961 werd ook Thornycroft overgenomen. Het overkoepelende moederbedrijf heette Associated Commercial Vehicles (ACV). Bij de export naar Spanje en Zuid-Amerika handelde AEC onder de naam Associated Company Lorries and Omnibuses (ACLO) om naamsverwarring te voorkomen met het Duitse industrieconglomeraat AEG.
In 1962 onderging AEC het lot van de Britse fabrikanten die onderdeel waren van ACV. Het werd met British Leyland samengevoegd. AEC werd in 1980 geschrapt als merk.

## AEC-producten
Tijdens de Tweede Wereldoorlog produceerde AEC diverse militaire voertuigen. De AEC Matador was de meeste bekende; een artillerietrekker waarvan circa 10.500 exemplaren zijn gemaakt. Het was de eerste Engelse vrachtwagen met aandrijving op alle wielen die op grote schaal werd geproduceerd. De voertuigen waren zo goed dat het model in 1953 opnieuw in productie werd genomen, ver na de oorlog. Er werden nog 1800 exemplaren gemaakt omdat de ontwikkeling van een opvolger langer duurde dan verwacht.
De bekendste AEC-modellen, die tientallen jaren karakteristiek waren voor het Londense straatbeeld, zijn de in grote aantallen vervaardigde dubbeldeksbus type "RT" AEC Regent III (4825 exemplaren) en de opvolger daarvan, de "RM" Routemaster (2876 stuks). Beide typen werden in samenwerking met carrosseriebouwer Park Royal Vehicles Ltd. geproduceerd. De Routemaster was tot eind 2005 duidelijk in Londen aanwezig, en daarna nog als attractie op twee lijnen. Andere bekende AEC-typen zijn de Regal, Reliance  en Swift bussen en de Mercury, Matador, Militant, Majestic en Mammoth Major bedrijfswagens.

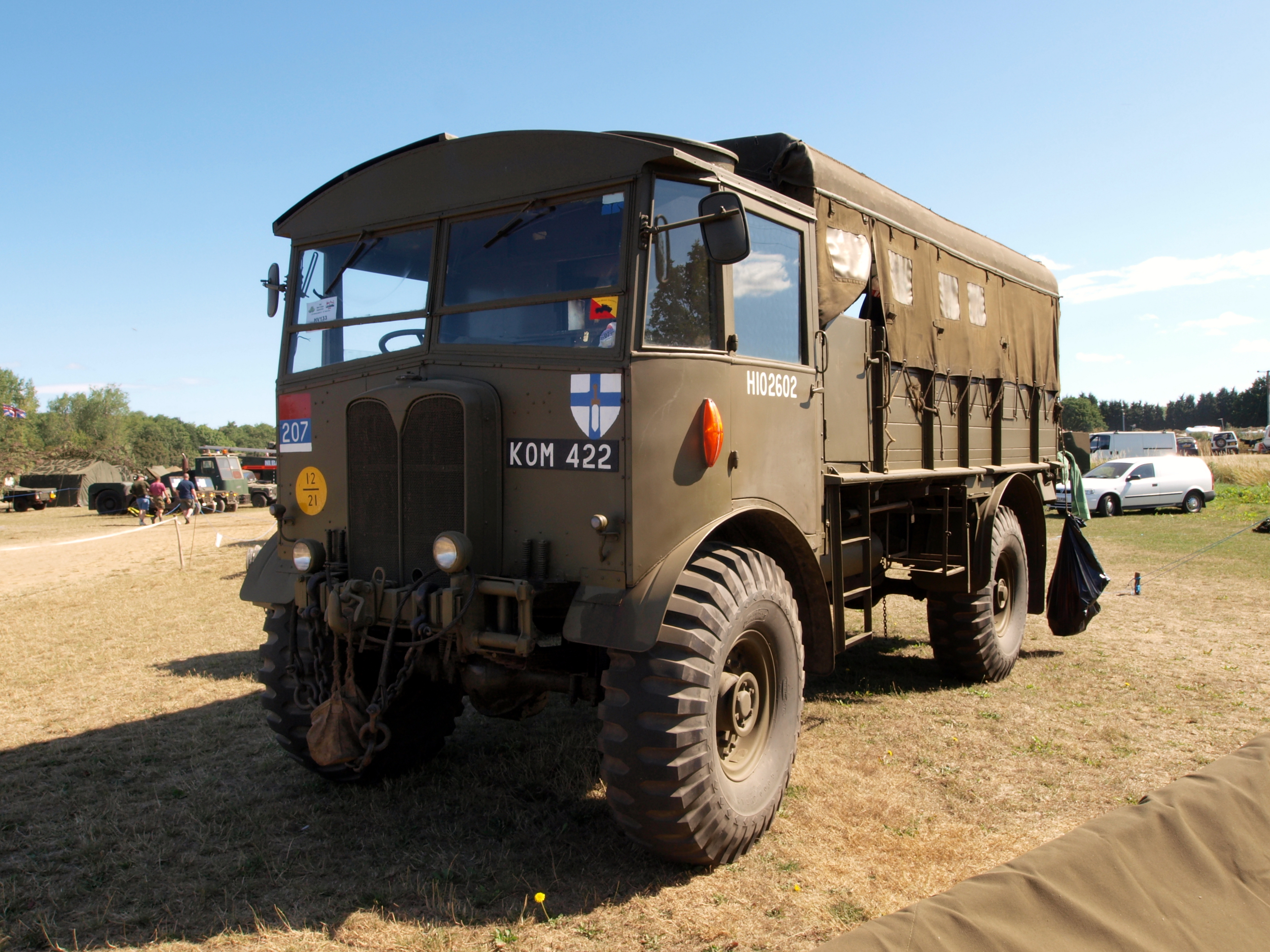
AEC Matador
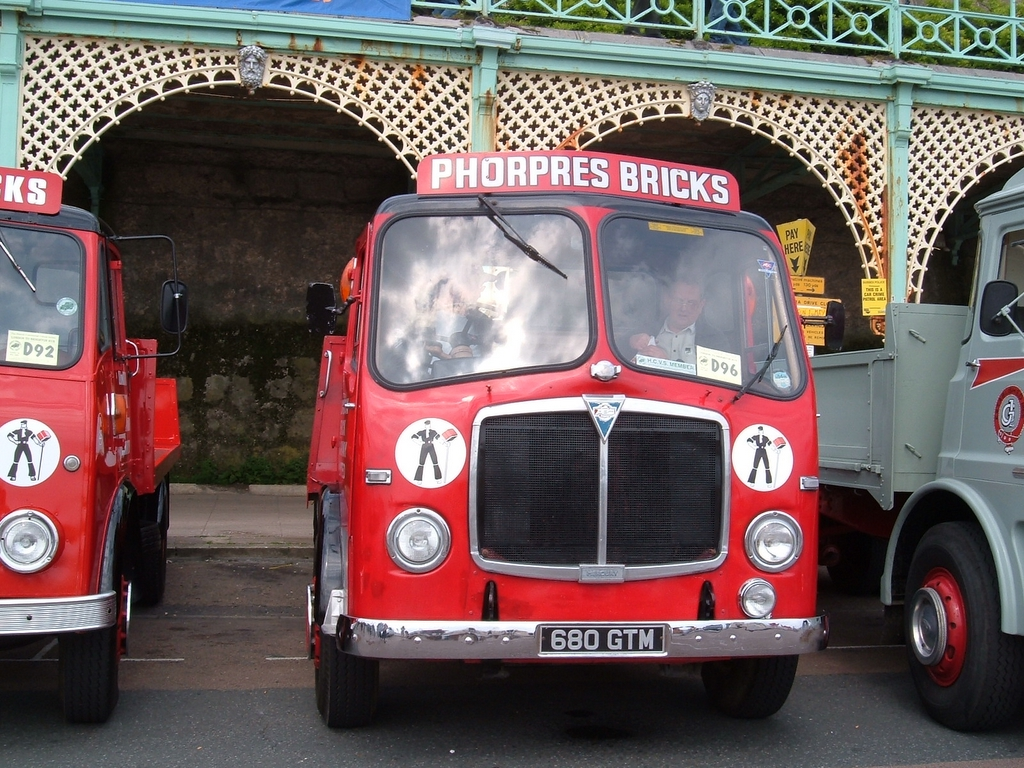
AEC Mercury
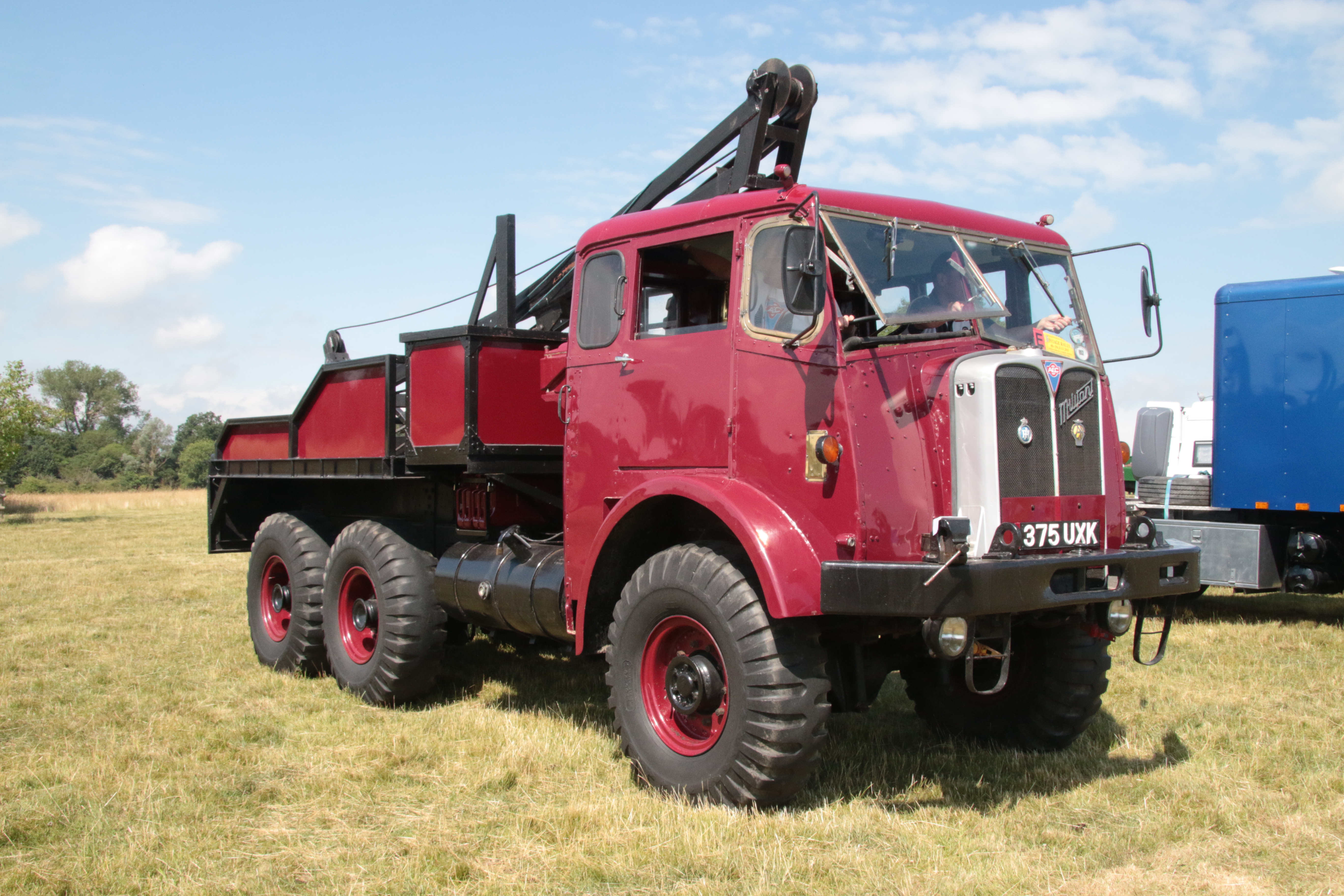
AEC Mammoth
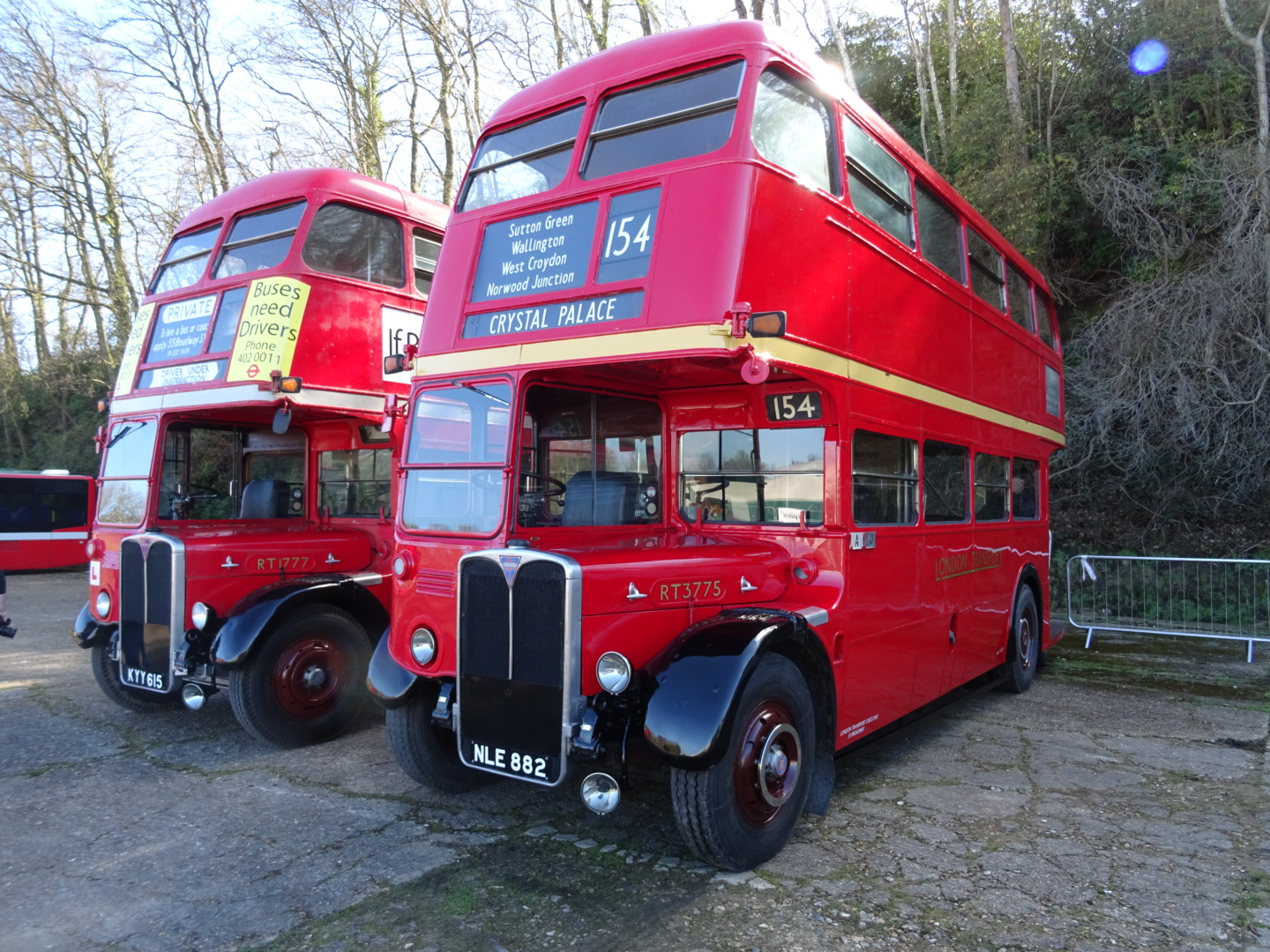
De RT dubbeldekker, de voorganger van de Routemaster
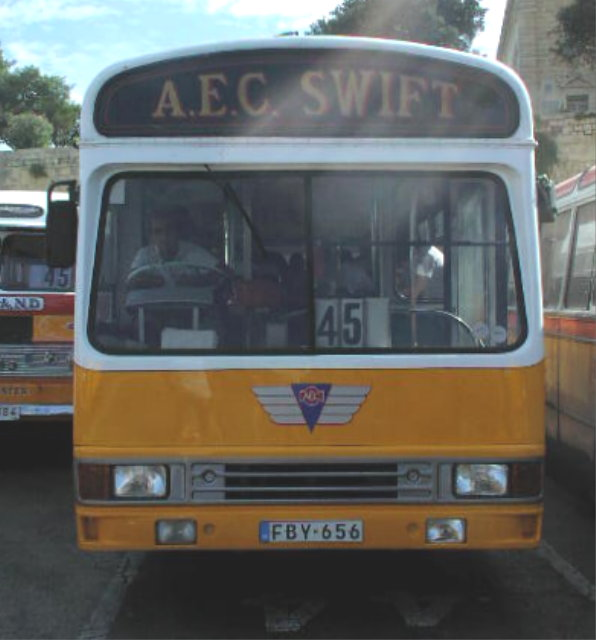
AEC Swift met AEC-logo
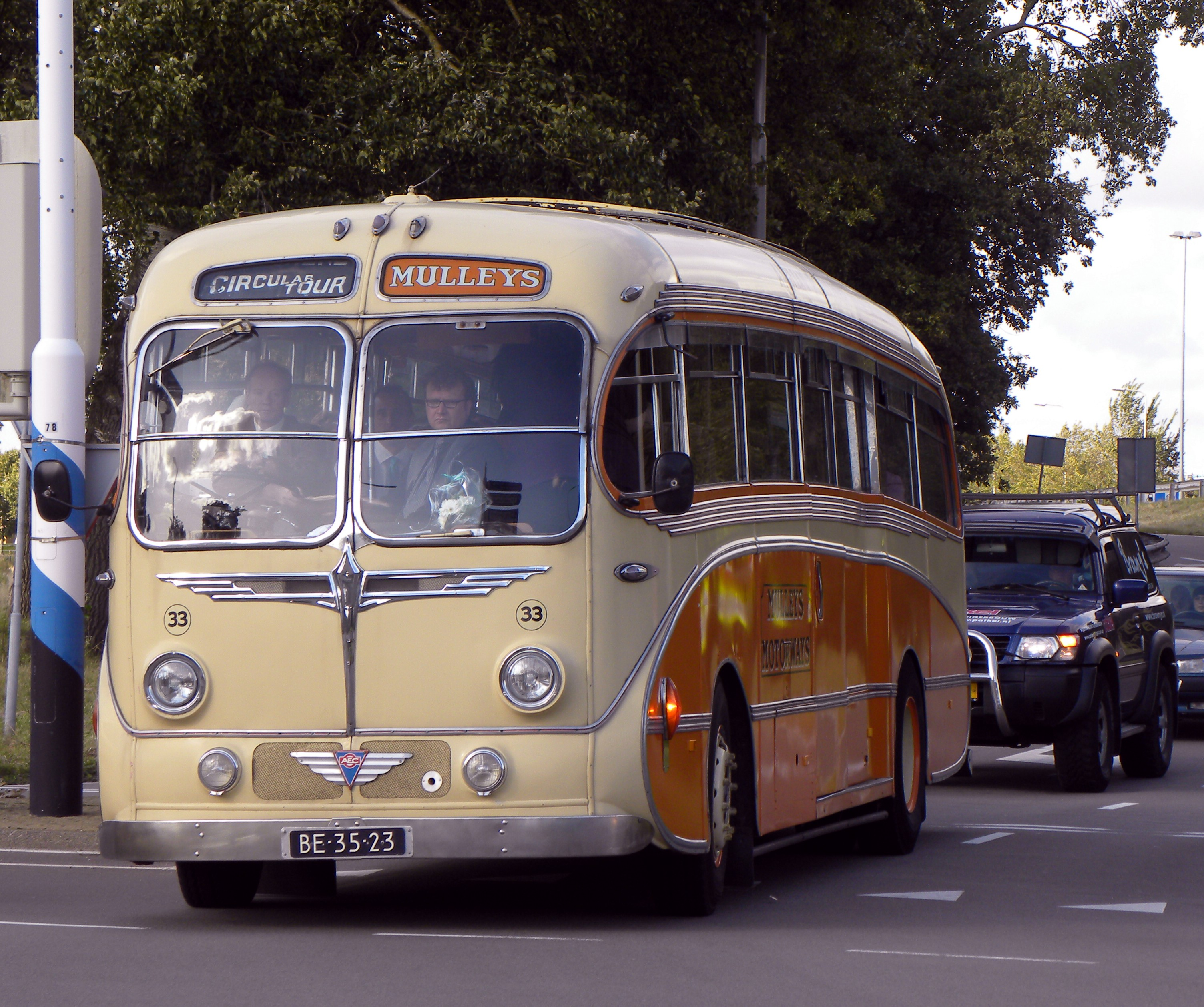
AEC Regal MkIV van Mulleys Motorways uit 1955
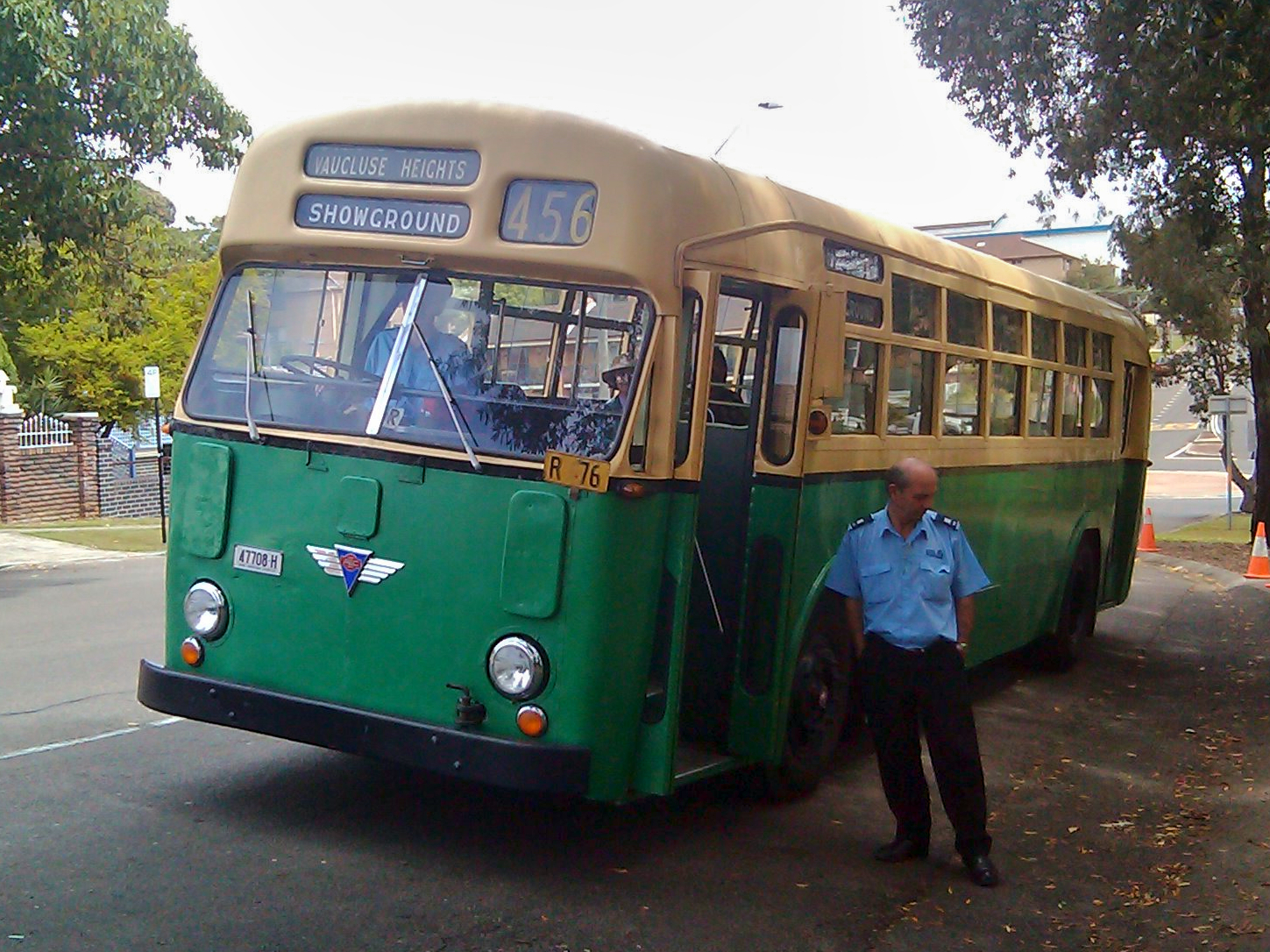
AEC Regal MkIV van Sydney uit 1959
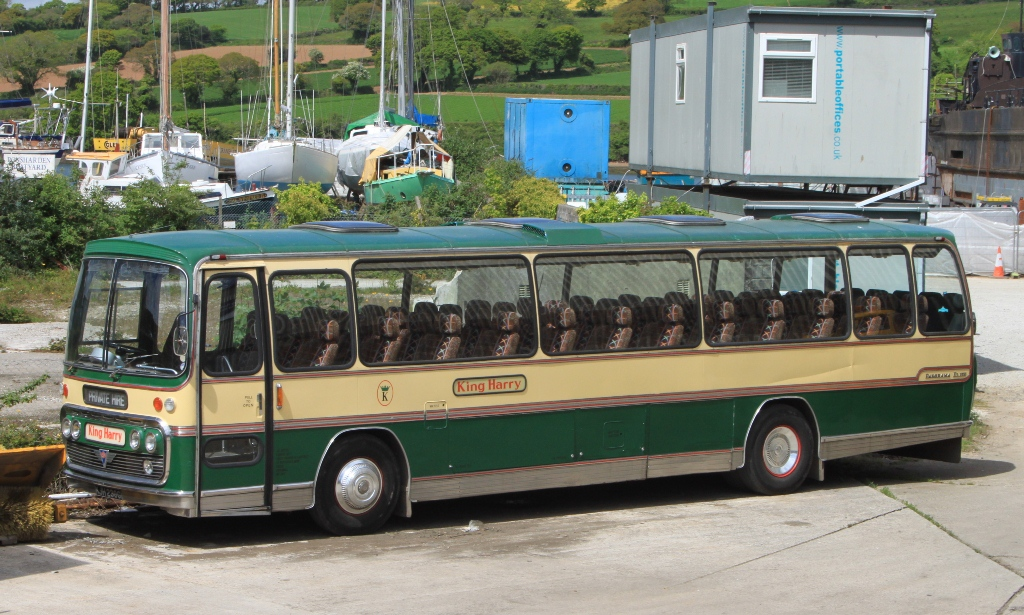
AEC Reliance met Plaxton Panorama-carrosserie

## BUT-trolleybussen
Voor de Tweede Wereldoorlog bouwde AEC's voorganger General ook trolleybussen. Omdat de vraag daarnaar na de oorlog terugliep, sloegen AEC en Leyland de handen ineen en richtten in 1946, speciaal voor de productie van trolleybussen, gezamenlijk de British United Traction Ltd (BUT) op. In Nederland reden BUT-trolleybussen in zowel Arnhem als Nijmegen.

## AEC in Nederland
In Nederland waren de AEC Regal MkIII en vooral de met underfloor motor uitgeruste AEC Regal MkIV, vaak met een carrosserie van Verheul, in de periode van 1948 tot eind jaren zestig veel gebruikte autobustypen, als touringcar bij vele busbedrijven, als stadsbus in onder meer Amsterdam en Den Haag, en als streekbus bij onder meer de LTM in Zuid-Limburg en de GTW in Oost-Gelderland. Ook leverde AEC in 1953-54 de dieselmotoren voor de dieselelektrische "Blauwe Engelen" en het directierijtuig NS 20 "Kameel" van de Nederlandse Spoorwegen.

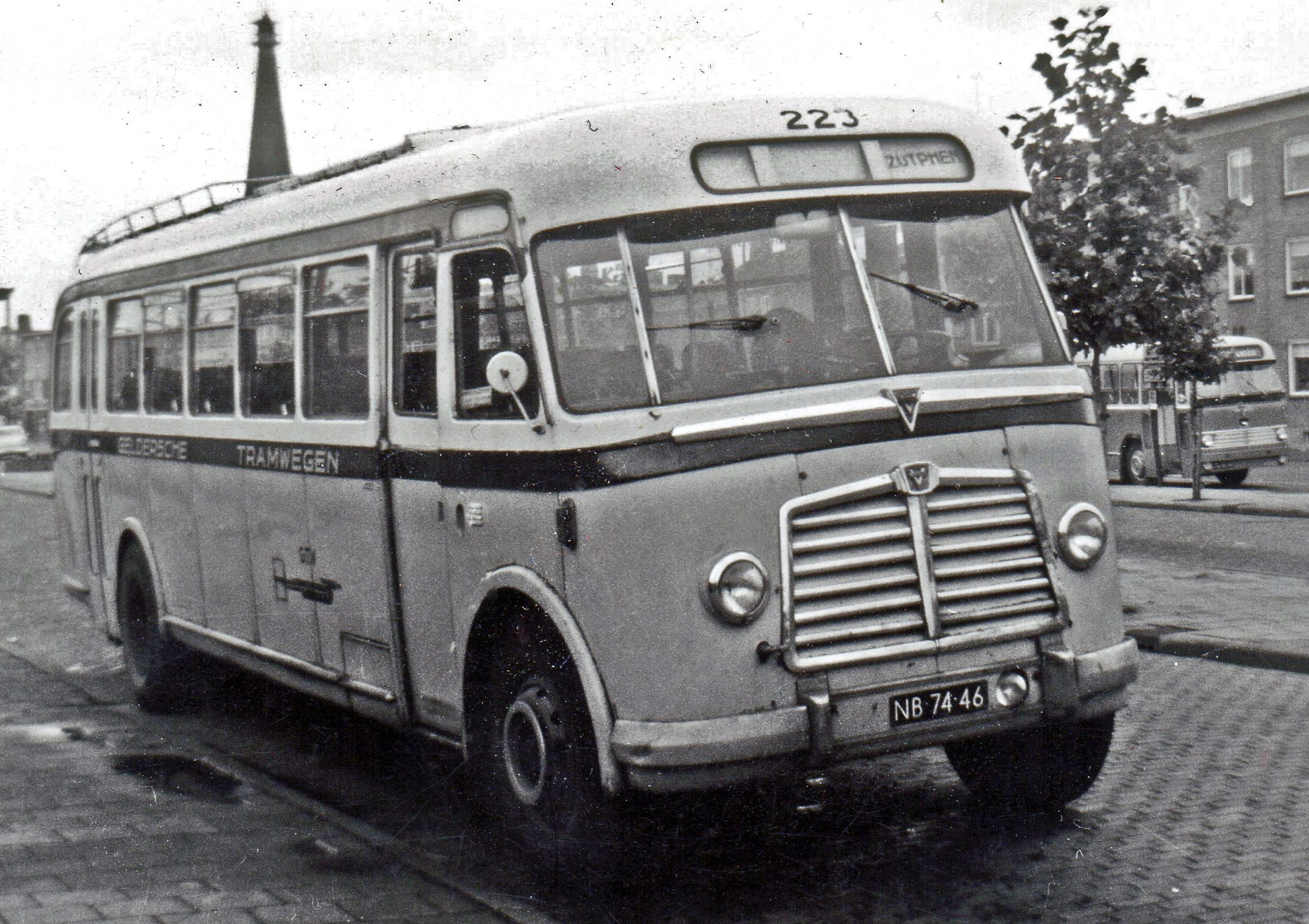
AEC Regal MkIII/Verheul van Gelderse Tramwegen, bouwjaar 1949
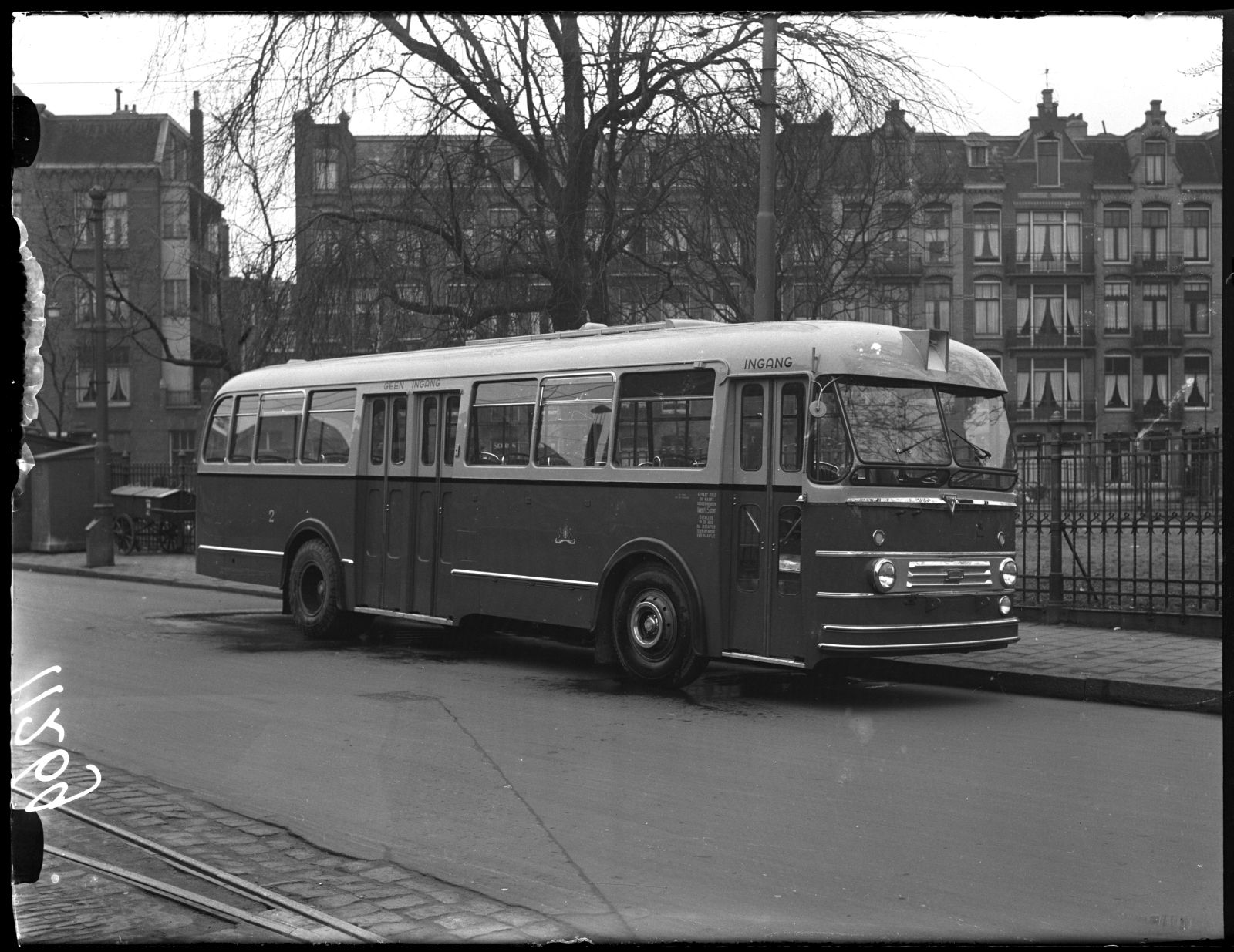
AEC Regal MkIV/Verheul van GVB (Amsterdam), bouwjaar 1953
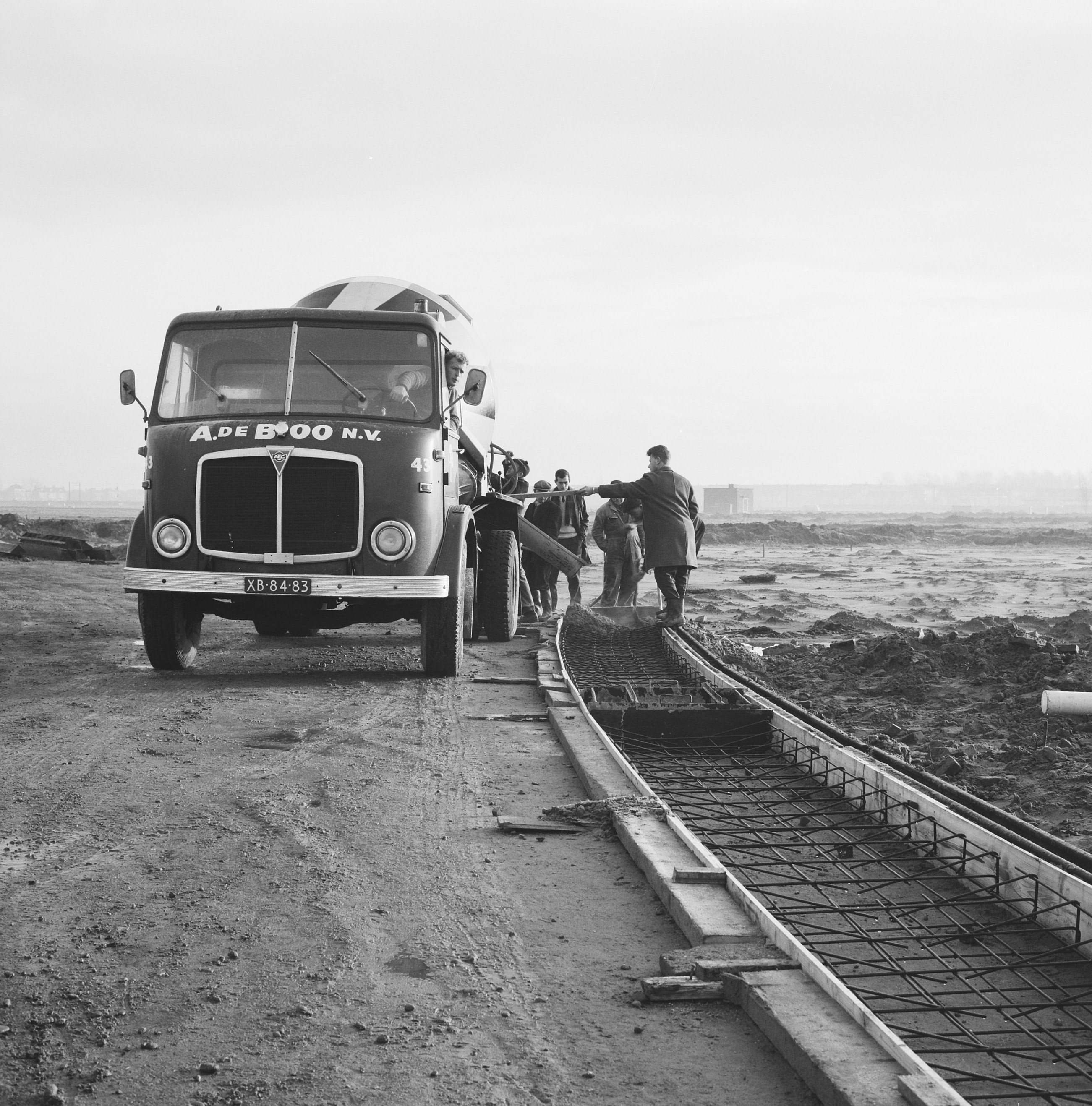
AEC Mammoth Major aan het werk in Rotterdam in 1965

## Fabrieksterrein

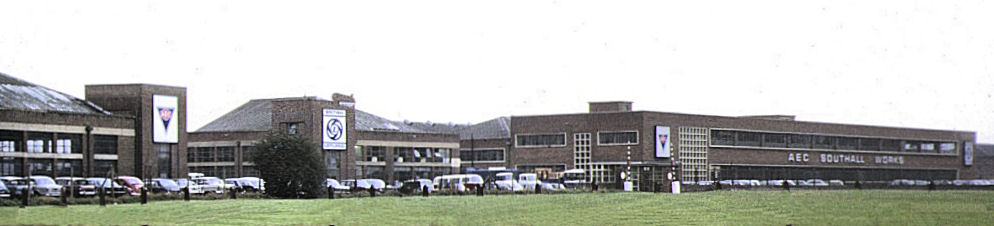
De AEC-fabriek in Southall